# WASP-17
WASP-17 eller Diwö, är en ensam stjärna i den mellersta  delen av stjärnbilden Skorpionen. Den har en skenbar magnitud av ca 11,50 och kräver ett teleskop för att kunna observeras. Baserat på parallax enligt Gaia Data Release 3 på ca 2,48 mas, beräknas den befinna sig på ett avstånd på ca 1 310 ljusår (ca 403 parsek) från solen. Den rör sig närmare solen med en heliocentrisk radialhastighet på ca -50 km/s.

## Nomenklatur
WASP-17 har egennamnet Diwö, som valts ut i NameExoWorlds-kampanjen av Costa Rica, under IAU:s 100-årsjubileum. Diwö betyder sol på bribrispråket. En omkretsande exoplanete gavs namnet Ditsö̀. 

## Egenskaper
WASP-17 är en gul till vit stjärna huvudserien av spektralklass F4 V. Den har en massa som är ca 1,2 solmassa, en radie på ca 1,4 solradie och har en effektiv temperatur av ca 6 500 K. Stjärnan har, även om den liknar solen när det gäller det totala innehållet av tyngre grundämnen, underskott på kol. Molförhållande kol till syre på 0,18 ± 0,04 för WASP-17 är långt under solförhållandet på 0,55.

## Planetsystem
År 2009 bekräftades en exoplanet som kretsar kring stjärnan. Stjärnan är ovanlig genom att den har en exoplanet, WASP-17b, som tros kretsa i motsatt riktning mot stjärnans rotation och sägs vara dubbelt så stor som Jupiter, men med halva dess massa. Den utsätts för intensiv fotoavdunstning och kan vara helt förintad inom en miljard år från nu.
| Planet    | Massa            | Halv storaxel (AE) | Siderisk omloppstid (d) | Excentricitet      | Inklination | Radie |
| --------- | ---------------- | ------------------ | ----------------------- | ------------------ | ----------- | ----- |
| b / Ditsö | 0,486 ± 0,032 MJ | 0,0515 ± 0,00034   | 3,735438 ± 0,0000068    | 0,028 +0,018−0,015 | -           | -     |